# Großwetterlage
Unter Großwetterlagen (GWL) versteht man Wetterlagen über einem Großraum, die sich während eines mehrtägigen Zeitraumes nicht wesentlich verändern.

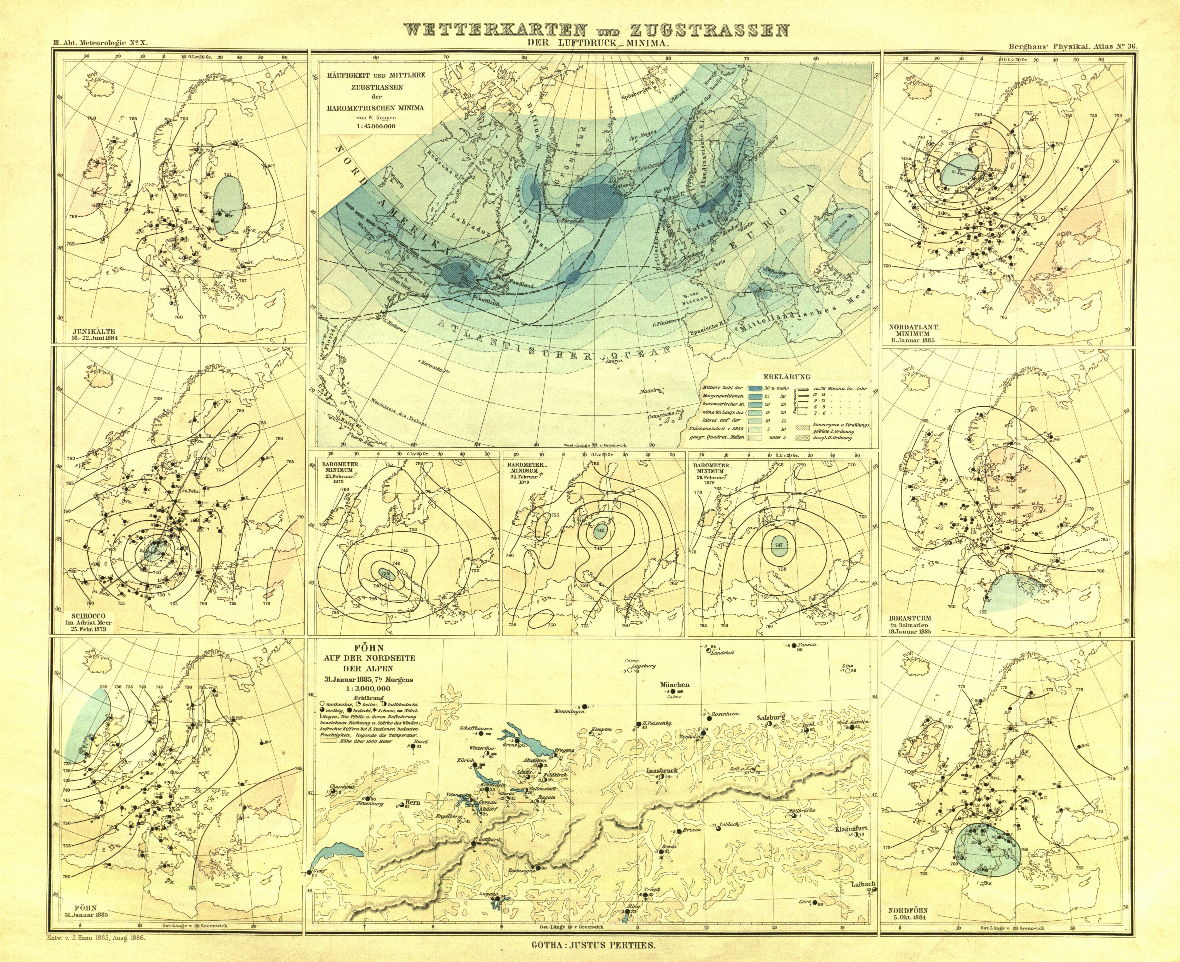
Beispiele von Großwetterlagen (Lage der Aktionszentren) nach Hann Atlas der Meteorologie 1887

## Grundlagen
Eine Großwetterlage ist ein bestimmter atmosphärischer Zustand, der in seiner charakteristischen Strömungsanordnung mehrere Tage im Wesentlichen gleich bleibt (Definition nach Baur). Im Allgemeinen nimmt man drei Tage als Bemessungszeitraum.
Das Wetter selbst kann während einer Großwetterlage wechseln, der Charakter der jeweiligen regionalen Witterung bleibt erhalten. Die regionale Ausbildung und typische Aufeinanderfolge der Großwetterlagen gestalten wesentlich das Klima eines Gebietes. Die Großwetterlage ist für die Voraussage der Entwicklung des Wetters und der Witterung für einen längeren Zeitraum von großer Bedeutung.

## Großwetterlagen Europas
Für Europa lassen sich etliche verschiedene Großwetterlagen unterscheiden, und es gibt verschiedene Systematiken.

### Tiefdruckwanderwege nach Bebber

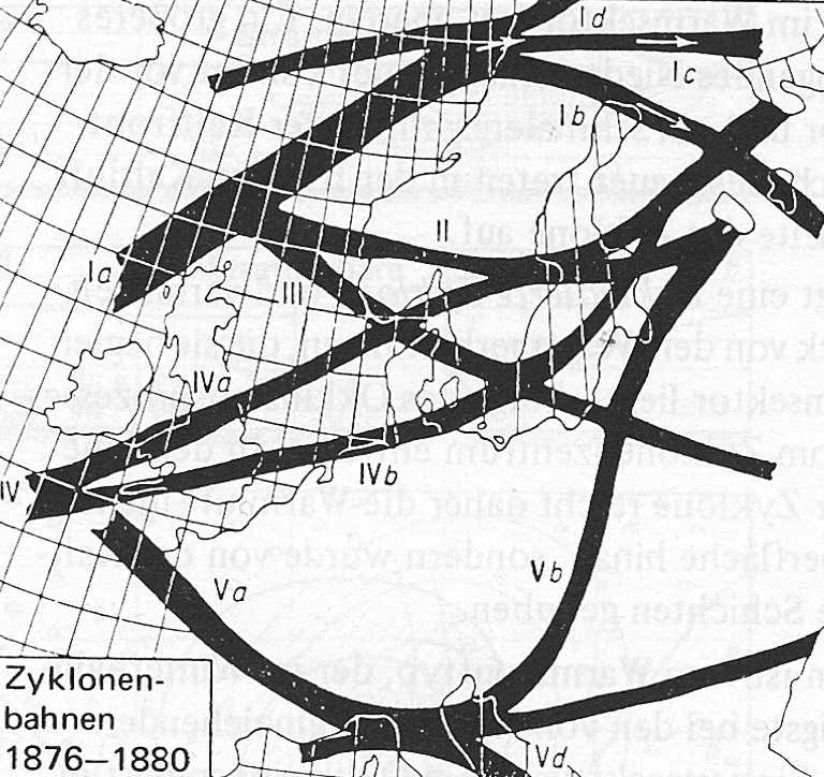
Großwetterlagen nach W. J. v. Bebber

Wilhelm Jacob van Bebber entwickelte schon in den 1890er-Jahren ein grundlegendes Schema von typischen Zugstraßen der barometrischen Minima (Tiefdrucktrajektorien), das er in fünf Gruppen einteilte:
I: vom Atlantik nordostwärts über die nördlichen Britischen Inseln nach Nordskandinavien (Ia), und von dort südost- (Ib), ost- (Ic), oder nordostwärts (Id)
II: vom Nordatlantik ostwärts über Zentral- und Südskandinavien nach Nordosteuropa
III: vom Nordatlantik südostwärts über Südskandinavien nach Zentralosteuropa
IV: vom Mittelatlantik nordostwärts über die südlichen Britischen Inseln und Südskandinavien (IVa) oder Nord-Mitteleuropa (IVb) nach Nordosteuropa
V: vom Mittelatlantik südostwärts über Biskaya in den Mittelmeerraum (Va), und von dort nordost- (Vb), ost- (Vc), oder südostwärts (Vd)
Von diesem einfachen Modell, das aber keine konkreten Wetterlagen im Verlauf der einzelnen Bahnen definierte, hat sich insbesondere die Bezeichnung Vb-Wetterlage erhalten, die Hauptphase der Nordostzugbahn eines Mittelmeertiefs über Adria und Donauraum zum Baltikum, die zu heftigen Niederschlägen durch Aufgleiten aus Südost an Alpen und Karpaten führt.

### Großwettertypologie nach Hess/Brezowsky
Neben EDV-gestützten Verfahren werden beim Deutschen Wetterdienst die Großwetterlagen auch nach Paul Hess und Helmuth Brezowsky eingeteilt – insbesondere nach der Strömungssituation (zyklonal oder antizyklonal) sowie nach der Lage der Aktionszentren in der Erdatmosphäre und der Frontalzone.
Zirkulationsformen
- zonale Zirkulationsform: Folgt einer glatten West-Ost-Strömung zwischen einem hochreichenden subtropischen Hochdruckgebiet in Normallage über dem Nordatlantik und einem hochreichenden Tiefdruckgebiet im subpolaren Raum – Typische Beispiele: Westlagen
- gemischte Zirkulationsform: Die antizyklonalen Steuerungszentren sind gegenüber den Westlagen nordwärts bis etwa 50° Breite verschoben – Beispiele: Südwestlagen (Steuerungszentrum Osteuropa), Nordwestlagen (Steuerungszentrum Ostatlantik), Hoch Mitteleuropa (als Zentrum), einschließlich Tief Mitteleuropa
- meridionale Zirkulationsform: Stationäre, blockierende Hochdruckgebiete zwischen 50° und 65° Breite – Typisch: Nordlagen, Südlagen, Ostlagen, sowie Troglagen mit nordsüdlicher Achsenrichtung, Nordost- und Südostlagen

Großwetterlagen
| Nr. |                                                      | Abk. | Bsp.   |
|     | A) Großwetterlagen der zonalen Zirkulationsform      |      |        |
| --- | ---------------------------------------------------- | ---- | ------ |
| 01  | Westlage, antizyklonal                               | WA   | [ 3 ]  |
| 02  | Westlage, zyklonal                                   | WZ   | [ 4 ]  |
| 03  | Südliche Westlage                                    | WS   |        |
| 04  | Winkelförmige Westlage                               | WW   | [ 5 ]  |
|     | B) Großwetterlagen der gemischten Zirkulationsform   |      |        |
| 05  | Südwestlage, antizyklonal                            | SWA  |        |
| 06  | Südwestlage, zyklonal                                | SWZ  | [ 6 ]  |
| 07  | Nordwestlage, antizyklonal                           | NWA  | [ 7 ]  |
| 08  | Nordwestlage, zyklonal                               | NWZ  | [ 8 ]  |
| 09  | Hoch Mitteleuropa                                    | HM   | [ 9 ]  |
| 10  | Hochdruckbrücke (Rücken) Mitteleuropa                | BM   | [ 10 ] |
| 11  | Tief Mitteleuropa                                    | TM   | [ 11 ] |
|     | C) Großwetterlagen der meridionalen Zirkulationsform |      |        |
| 12  | Nordlage, antizyklonal                               | NA   |        |
| 13  | Nordlage, zyklonal                                   | NZ   | [ 12 ] |
| 15  | Hoch Nordmeer-Island, antizyklonal                   | HNA  | [ 13 ] |
| 15  | Hoch Nordmeer-Island, zyklonal                       | HNZ  |        |
| 16  | Hoch Britische Inseln                                | HB   | [ 14 ] |
| 17  | Trog Mitteleuropa                                    | TRM  | [ 15 ] |
| 18  | Nordostlage, antizyklonal                            | NEA  |        |
| 19  | Nordostlage, zyklonal                                | NEZ  |        |
| 20  | Hoch Fennoskandien, antizyklonal                     | HFA  | [ 16 ] |
| 21  | Hoch Fennoskandien, zyklonal                         | HFZ  | [ 17 ] |
| 22  | Hoch Nordmeer-Fennoskandien, antizyklonal            | HNFA | [ 18 ] |
| 23  | Hoch Nordmeer-Fennoskandien, zyklonal                | HNFZ | [ 19 ] |
| 24  | Südostlage, antizyklonal                             | SEA  | [ 20 ] |
| 25  | Südostlage, zyklonal                                 | SEZ  | [ 21 ] |
| 26  | Südlage, antizyklonal                                | SA   | [ 22 ] |
| 27  | Südlage, zyklonal                                    | SZ   | [ 23 ] |
| 28  | Tief Britische Inseln                                | TB   |        |
| 29  | Trog Westeuropa                                      | TRW  | [ 23 ] |
|     | Übergang                                             | U    |        |

### Objektive Wetterlagenklassifikation für Deutschland (DWD)
Der Deutsche Wetterdienst hat auf Basis dreier Meßkriterien ein Modell entwickelt, das 40 Wetterlagen für Deutschland und Umgebung umfasst. Dabei werden großräumige Anströmrichtung (5 Werte: undefiniert, Nordost, Südost, Südwest, Nordwest), Zyklonalität bzw. Antizyklonalität jeweils der bodennahen und mitteltroposphärischen Strömung (1000/550 hPa; 4 Werte) sowie der Feuchtegehalt der Atmosphäre (2 Werte: trocken, feucht) kombiniert. Ein Beispiel ist dann:
Klassen-Nr. 4: Anströmrichtung Südwest, Strömung A/A, trocken → Kurzkennung SWAAT
Dabei wurden alle Kombinationen klassiert, auch die, die extrem selten (nur wenige Male per Jahrzehnt) vorkommen. Die fünf häufigsten Wetterlagen (1979–1990) sind:
|   | Klassen-Nr. | Kurzkennung | Häufigkeit (in %) |
| - | ----------- | ----------- | ----------------- |
| 1 | 1           | XXAAT       | 9,4               |
| 2 | 15          | NWAZT       | 8,8               |
| 3 | 9           | SWAAF       | 8,7               |
| 4 | 5           | NWAAT       | 8,3               |
| 5 | 10          | NWAAF       | 7,5               |

### Österreichisches Wetterlagen-Schema (ZAMG)
Da die österreichische Meteorologie neben dem atlantischen Klima auch das Pannonische und das Mittelmeerklima mit dem Subtypus des Illyrischen Klimas (siehe österreichische Klimaprovinzen) zu berücksichtigen hat, und auch Aktionszentren von der Sahara bis in den Schwarzmeerraum (die nach Hess/Brezowsky nicht berücksichtigt sind), verwendet die Zentralanstalt für Meteorologie und Geodynamik in Wien folgendes Schema:
| Wetterlage                           | Abk. | Bsp.                                    |
| ------------------------------------ | ---- | --------------------------------------- |
| Hoch über West- und Mitteleuropa     | H    | [ 3 ] [ 6 ] [ 12 ] [ 16 ] [ 17 ] [ 22 ] |
| Zwischenhoch                         | h    | [ 29 ] [ 30 ]                           |
| Zonale Hochdruckbrücke               | Hz   | [ 4 ]                                   |
| Hoch mit Kern über Fennoskandien     | HF   | [ 31 ]                                  |
| Hoch mit Kern über Osteuropa         | HE   | [ 5 ]                                   |
| Nordlage                             | N    | [ 14 ] [ 18 ]                           |
| Nordwestlage                         | NW   | [ 7 ] [ 8 ] [ 20 ]                      |
| Westlage                             | W    | [ 32 ]                                  |
| Südwestlage                          | SW   | [ 33 ]                                  |
| Südlage                              | S    | [ 13 ]                                  |
| Gradientschwache Lage                | G    | [ 10 ] [ 21 ]                           |
| Tief südlich der Alpen               | TS   | [ 11 ]                                  |
| Tief über dem westlichen Mittelmeer  | TwM  | [ 9 ]                                   |
| Tief im Südwesten Europas            | TSW  | [ 34 ]                                  |
| Tief bei den Britischen Inseln       | TB   | [ 23 ]                                  |
| Meridionale Tiefdruckrinne           | TR   | [ 15 ]                                  |
| Kontinentales Tief                   | Tk   | [ 35 ] [ 36 ]                           |
| Tief auf der Zugstraße Adria – Polen | Vb   | [ 37 ]                                  |

## Nachweise
1. ↑  Die Großwetterlagen Europas – Charakterisierung und Gefahrenpotential. unwetter.de, abgerufen am 3. Dezember 2008.
2. 1 2  Beispiele: Analysen. DWD, auf der Webseite Institut für Meteorologie, FU Berlin (met.fu-berlin.de).
3. 1 2  Analyse 20030112
4. 1 2  Analyse 20030101 (Seite nicht mehr abrufbar, festgestellt im Juni 2025. Suche in Webarchiven)  Info: Der Link wurde automatisch als defekt markiert. Bitte prüfe den Link gemäß Anleitung und entferne dann diesen Hinweis.
5. 1 2  Analyse 20030228 (Seite nicht mehr abrufbar, festgestellt im Juni 2025. Suche in Webarchiven)  Info: Der Link wurde automatisch als defekt markiert. Bitte prüfe den Link gemäß Anleitung und entferne dann diesen Hinweis.
6. 1 2  Analyse 20030426 (Memento des Originals vom 10. Juni 2007 im Internet Archive)  Info: Der Archivlink wurde automatisch eingesetzt und noch nicht geprüft. Bitte prüfe Original- und Archivlink gemäß Anleitung und entferne dann diesen Hinweis.
7. 1 2  Analyse 20030706 (Memento des Originals vom 1. Februar 2012 im Internet Archive)  Info: Der Archivlink wurde automatisch eingesetzt und noch nicht geprüft. Bitte prüfe Original- und Archivlink gemäß Anleitung und entferne dann diesen Hinweis.
8. 1 2  Analyse 20030501 (Memento des Originals vom 1. Februar 2012 im Internet Archive)  Info: Der Archivlink wurde automatisch eingesetzt und noch nicht geprüft. Bitte prüfe Original- und Archivlink gemäß Anleitung und entferne dann diesen Hinweis.
9. 1 2  Analyse 20030527 (Seite nicht mehr abrufbar, festgestellt im Juni 2025. Suche in Webarchiven)  Info: Der Link wurde automatisch als defekt markiert. Bitte prüfe den Link gemäß Anleitung und entferne dann diesen Hinweis.
10. 1 2  Analyse 20030722 (Memento des Originals vom 10. Juni 2007 im Internet Archive)  Info: Der Archivlink wurde automatisch eingesetzt und noch nicht geprüft. Bitte prüfe Original- und Archivlink gemäß Anleitung und entferne dann diesen Hinweis.
11. 1 2  Analyse 20030410 (Memento des Originals vom 14. Mai 2003 im Internet Archive)  Info: Der Archivlink wurde automatisch eingesetzt und noch nicht geprüft. Bitte prüfe Original- und Archivlink gemäß Anleitung und entferne dann diesen Hinweis.
12. 1 2  Analyse 20030824 (Memento des Originals vom 1. Februar 2012 im Internet Archive)  Info: Der Archivlink wurde automatisch eingesetzt und noch nicht geprüft. Bitte prüfe Original- und Archivlink gemäß Anleitung und entferne dann diesen Hinweis.
13. 1 2  Analyse 20030421 (Seite nicht mehr abrufbar, festgestellt im Juni 2025. Suche in Webarchiven)  Info: Der Link wurde automatisch als defekt markiert. Bitte prüfe den Link gemäß Anleitung und entferne dann diesen Hinweis.
14. 1 2  Analyse 20030105
15. 1 2  Analyse 20031229 (Memento des Originals vom 10. Juni 2007 im Internet Archive)  Info: Der Archivlink wurde automatisch eingesetzt und noch nicht geprüft. Bitte prüfe Original- und Archivlink gemäß Anleitung und entferne dann diesen Hinweis.
16. 1 2  Analyse 20030214 (Memento des Originals vom 2. März 2005 im Internet Archive)  Info: Der Archivlink wurde automatisch eingesetzt und noch nicht geprüft. Bitte prüfe Original- und Archivlink gemäß Anleitung und entferne dann diesen Hinweis.
17. 1 2  Analyse 20051015 (Memento des Originals vom 1. Februar 2012 im Internet Archive)  Info: Der Archivlink wurde automatisch eingesetzt und noch nicht geprüft. Bitte prüfe Original- und Archivlink gemäß Anleitung und entferne dann diesen Hinweis.
18. 1 2  Analyse 20031013
19. ↑  Analyse 20050819 (Seite nicht mehr abrufbar, festgestellt im Juni 2025. Suche in Webarchiven)  Info: Der Link wurde automatisch als defekt markiert. Bitte prüfe den Link gemäß Anleitung und entferne dann diesen Hinweis.
20. 1 2  Analyse 20030412 (Memento des Originals vom 1. Februar 2012 im Internet Archive)  Info: Der Archivlink wurde automatisch eingesetzt und noch nicht geprüft. Bitte prüfe Original- und Archivlink gemäß Anleitung und entferne dann diesen Hinweis.
21. 1 2  Analyse 20030819 (Memento des Originals vom 10. Juni 2007 im Internet Archive)  Info: Der Archivlink wurde automatisch eingesetzt und noch nicht geprüft. Bitte prüfe Original- und Archivlink gemäß Anleitung und entferne dann diesen Hinweis.
22. 1 2  Analyse 20030222 (Memento des Originals vom 1. Februar 2012 im Internet Archive)  Info: Der Archivlink wurde automatisch eingesetzt und noch nicht geprüft. Bitte prüfe Original- und Archivlink gemäß Anleitung und entferne dann diesen Hinweis.
23. 1 2 3  Analyse 20030121 (Memento des Originals vom 1. Februar 2012 im Internet Archive)  Info: Der Archivlink wurde automatisch eingesetzt und noch nicht geprüft. Bitte prüfe Original- und Archivlink gemäß Anleitung und entferne dann diesen Hinweis.
24. ↑  Die objektive Wetterlagenklassifikation; und Beschreibung des Verfahrens und der Wetterlagenklassen;
 Ernst Dittmann u. a. (S. Barth, G. Müller-Westermeier, J. Lang): Objektive Wetterlagenklassifikation. Reihe Berichte des Deutschen Wetterdienstes 197, Offenbach am Main 1995 (pdf);
 Objektive Wetterlagenklassifikation. (In: Wettwetterlexikon.)
 Alle: Deutscher Wetterdienst, dwd.de (abgerufen am 30. Mai 2016).
25. ↑  Klassifikationsgebiet. dwd.de
26. ↑  Dittmann u. a.: Objektive Wetterlagenklassifikation. 1991, Tabelle 2: Numerierung, Definition und Kurzkennung der Wetterlagenklassen, S. 27; desgl. Kennzahlen und Kennungen der 40 objektiven Wetterlagen, dwd.de.
27. ↑  Dittmann 1991, S. 7.
28. ↑  Dittmann 1991, 5.1 Wetterlagenkalender, S. 17 ff, insb. S. 19.
29. ↑  Analyse 20030901
30. ↑  Analyse 20030711 (Memento des Originals vom 10. Juni 2007 im Internet Archive)  Info: Der Archivlink wurde automatisch eingesetzt und noch nicht geprüft. Bitte prüfe Original- und Archivlink gemäß Anleitung und entferne dann diesen Hinweis.
31. ↑  Analyse 20031015 (Memento des Originals vom 1. Februar 2012 im Internet Archive)  Info: Der Archivlink wurde automatisch eingesetzt und noch nicht geprüft. Bitte prüfe Original- und Archivlink gemäß Anleitung und entferne dann diesen Hinweis.
32. ↑  Analyse 20031022 (Memento des Originals vom 1. Februar 2012 im Internet Archive)  Info: Der Archivlink wurde automatisch eingesetzt und noch nicht geprüft. Bitte prüfe Original- und Archivlink gemäß Anleitung und entferne dann diesen Hinweis.
33. ↑  Analyse 20031002 (Memento des Originals vom 1. Februar 2012 im Internet Archive)  Info: Der Archivlink wurde automatisch eingesetzt und noch nicht geprüft. Bitte prüfe Original- und Archivlink gemäß Anleitung und entferne dann diesen Hinweis.
34. ↑  Analyse 20031020 (Memento des Originals vom 1. Februar 2012 im Internet Archive)  Info: Der Archivlink wurde automatisch eingesetzt und noch nicht geprüft. Bitte prüfe Original- und Archivlink gemäß Anleitung und entferne dann diesen Hinweis.
35. ↑  Analyse 20030731 (Memento des Originals vom 10. Juni 2007 im Internet Archive)  Info: Der Archivlink wurde automatisch eingesetzt und noch nicht geprüft. Bitte prüfe Original- und Archivlink gemäß Anleitung und entferne dann diesen Hinweis.
36. ↑  Analyse 20030215 (Seite nicht mehr abrufbar, festgestellt im Juni 2025. Suche in Webarchiven)  Info: Der Link wurde automatisch als defekt markiert. Bitte prüfe den Link gemäß Anleitung und entferne dann diesen Hinweis.
37. ↑  Analyse 20050822 (Memento des Originals vom 1. Februar 2012 im Internet Archive)  Info: Der Archivlink wurde automatisch eingesetzt und noch nicht geprüft. Bitte prüfe Original- und Archivlink gemäß Anleitung und entferne dann diesen Hinweis. (Alpenhochwasser 2005)
38. ↑  Projekt (ex cost733.org) beendet, siehe cost733.met.no; abgerufen am 30. Mai 2016; Abschlussberichte auf ESSEM COST Action 733 (Memento des Originals vom 31. Mai 2016 im Internet Archive)  Info: Der Archivlink wurde automatisch eingesetzt und noch nicht geprüft. Bitte prüfe Original- und Archivlink gemäß Anleitung und entferne dann diesen Hinweis., European Cooperation in Science and Technology, cost.eu.

Frühwinter •
Weihnachtstauwetter •
Hochwinter •
Spätwinter •
Vorfrühling •
Märzwinter •
Mittfrühling •
Spätfrühling •
Eisheilige •
Frühsommer •
Schafskälte •
Hochsommer •
Hundstage •
Spätsommer •
Frühherbst •
Altweibersommer •
Spätherbst •
Martini-Sommer
Hoch über West- und Mitteleuropa (H) •
Zwischenhoch (h) •
Zonale Hochdruckbrücke (Hz) •
Hoch mit Kern über Fennoskandien (HF) •
Hoch mit Kern über Osteuropa (HE) •
Nordlage (N) •
Nordwestlage (NW) •
Westlage (W) •
Südwestlage (SW) •
Südlage (S) •
Gradientschwache Lage (G) •
Tief südlich der Alpen (TS) •
Tief über dem westlichen Mittelmeer (TwM) •
Tief im Südwesten Europas (TSW) •
Tief bei den Britischen Inseln (TB) •
Meridionale Tiefdruckrinne (TR) •
Kontinentales Tief (Tk) •
Tief auf der Zugstraße Adria – Polen (Vb)